# Softbal hoofdklasse 2006 (vrouwen)
Het seizoen 2006 van de Nederlandse Softbal hoofdklasse (vrouwen) ging van start op 15 april en worden gevolgd door de Play-offs aan het eind van het seizoen. De competitie bestaat uit acht clubs die elkaar in onderlinge duels treffen alvorens over te gaan op de kampioenswedstrijden die de uiteindelijke kampioen dient te bepalen.

## Resultaten
| 15 april, 2006        |        |                       |
| HSV Centrals          | 1 – 0  | Van der Peijl DSC '74 |
| HSV Centrals          | 3 – 1  | Van der Peijl DSC '74 |
| Computer SOS TTT      | 0 – 4  | A4 Terrasvogels       |
| Computer SOS TTT      | 1 – 5  | A4 Terrasvogels       |
| Euro Stars HSV        | 4 – 1  | HSV Blue Birds        |
| Euro Stars HSV        | 5 – 1  | HSV Blue Birds        |
| Sparks Haarlem        | 4 – 0  | Twins BSC             |
| Sparks Haarlem        | 7 – 0  | Twins BSC             |
| 17 april, 2006        |        |                       |
| A4 Terrasvogels       | 1 – 0  | HSV Centrals          |
| A4 Terrasvogels       | 12 – 3 | HSV Centrals          |
| HSV Blue Birds        | 3 – 4  | Computer SOS TTT      |
| HSV Blue Birds        | 3 – 1  | Computer SOS TTT      |
| Twins BSC             | 3 – 2  | Euro Stars HSV        |
| Twins BSC             | 4 – 2  | Euro Stars HSV        |
| Van der Peijl DSC '74 | 3 – 10 | Sparks Haarlem        |
| Van der Peijl DSC '74 | 0 – 7  | Sparks Haarlem        |
| 22 april, 2006        |        |                       |
| HSV Centrals          | 5 – 4  | HSV Blue Birds        |
| HSV Centrals          | 5 – 1  | HSV Blue Birds        |
| Computer SOS TTT      | 1 – 0  | Twins BSC             |
| Computer SOS TTT      | 3 – 1  | Twins BSC             |
| Euro Stars HSV        | 0 – 9  | Sparks Haarlem        |
| Euro Stars HSV        | 0 – 4  | Sparks Haarlem        |
| Van der Peijl DSC '74 | 0 – 7  | A4 Terrasvogels       |
| Van der Peijl DSC '74 | 2 – 8  | A4 Terrasvogels       |

## Ranglijst
|   |                       | Wed | Saldo    | + / - | Ptn |
| - | --------------------- | --- | -------- | ----- | --- |
| 1 | Sparks Haarlem        | 18  | 115- 23  | + 92  | 32  |
| 2 | A4 Terrasvogels       | 18  | 95 - 20  | + 75  | 32  |
| 3 | Twins BSC             | 18  | 55 - 51  | + 4   | 20  |
| 4 | Computer SOS TTT      | 18  | 47 - 64  | - 17  | 16  |
| 5 | Euro Stars HSV        | 18  | 42 - 64  | - 22  | 16  |
| 6 | Van der Peijl DSC '74 | 18  | 54 - 61  | - 7   | 14  |
| 7 | HSV Centrals          | 18  | 39 - 73  | - 34  | 10  |
| 8 | HSV Birds             | 18  | 19 - 110 | - 91  | 4   |